# Nephrotoma staryi
Nephrotoma staryi är en tvåvingeart som beskrevs av Oosterbroek 1982. Nephrotoma staryi ingår i släktet Nephrotoma och familjen storharkrankar.
Artens utbredningsområde är Etiopien. Inga underarter finns listade i Catalogue of Life.